# 크리스티안 분더리히 (1979년)
크리스티안 분더리히(Christian Wunderlich, 1979년 7월 12일 ~ )는 독일의 싱어송라이터 겸 뮤지컬 배우이다.

## 이력
1999년 가수로 첫 데뷔하였으며 이듬해 2000년에는 뮤지컬 배우로 데뷔하였다. 그는 한때 스페인 영구거주권과 프랑스 영구거주권을 거쳐 영국 영구거주권을 취득하였다가 모두 포기한 전력이 있다.

## 출연작

### 뮤지컬
- 2000년 《집시 남작》 ... 산도르 바린카이 역(남자 주연)
- 2001년 《셰르부르의 우산》 ... 기 푸셰 역(남자 주연)
- 2002년 《포기와 베스》 ... 포기 역(남자 주인공)

## 이외 이력
- 前 영국 주재 독일 외교친선대사(2006년 1월 ~ 2007년 12월)

## 유명세
그는 보통적으로 대한민국 국내에서는 《In heaven》과 《Mother nature》라는 노래 작품의 각각 오리지널 원곡 가수로도 널리 잘 알려져 있다. 또한 2000년 12월에는 독일 가곡 《Ich liebe dich》라는 노래 작품을 리바이벌하여 히트하기도 하였다.